# Опалинский, Лукаш

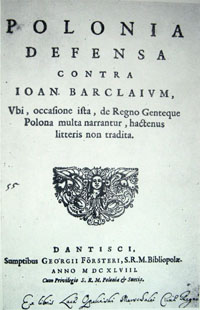
Книга Луки Опалинского. «Polonia defensa contra Barclaium in Europa» (1647 г.) с автографом автора

Лукаш Опалинский известный как Luca Opalinius (пол. Łukasz Opaliński, 1612 — 15 июня 1662) — государственный деятель Речи Посполитой, польский поэт, известный публицист, сатирик и теоретик литературы. Подкоморий познанский (1641), надворный маршалок коронный (с 1650).

## Биография

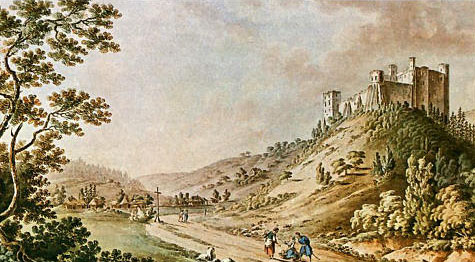
Худ. З. Фогель. Вид руин замка в Тучине в 1794 г., унаследованного семьёй Л. и И. Опалинских

Происходил из древнего лодзинского шляхетского рода герба «Лодзя». Второй (младший) сын познанского воеводы (с 1622 г.) Петра Опалинского (1586—1624) и Софии Костки (1591—1639), младший брат Кшиштофа Опалинского (ок. 1609—1655), поэта и познанского воеводы (с 1637).
В молодости получил прекрасное образование. В начале — домашнее. С 1620 по 1625 г. вместе со своим братом Кшиштофом учился в Академии, основанной епископом Любранским в Познани. Затем продолжил образование в старейших университетах Европы старом Лёвенском католическом университете, Орлеанском (во Франции) и Падуанском (в Италии) университетах.
Политическую карьеру начал в 1631 году. В 1632 году был послом (депутатом) Сейма, на котором голосовал за избрание королевича Владислава королём Польши. Неоднократно был послом Сейма. После смерти Владислава IV был сторонником избрания на престол Яна Казимира. Во время шведского потопа 1655—1660 годов оставался верным польскому королю.
Несмотря на то, что его брат Кшиштоф был один из предводителей магнатской оппозиции против Владислава IV и Яна Казимира, не разделял его политических взглядов и всегда отстаивал интересы короля и двора.
В 1634 году был членом гетманской комиссии по вопросу войны с Турцией. Позже — членом Комиссии по переговорам со шведами. В 1638 году стал маршалком посольской (депутатской) палаты.
В 1639 году женился на Изабелле Тенчинской, наследнице огромного состояния, что позволило ему, библиофилу, собрать одну из самых больших в Европе того времени библиотек. Брак укрепил политические позиции Лукаша Опалинского.
Был старостой победзиским (с 1631), маршалком обычного сейма в Варшаве (1638), подкоморием калишским (1638—1640), подкоморием познанским (с 1640). С 1650 года — маршалок надворный коронный.
Ревностый католик. В 1625 году на его средства были построены бернардинские монастыри и костёлы в Дукли, Пшеворске, Жешуве, в Лежайске.
Умер в Сташуве. Похоронен вместе с женой в приходском костеле г. Коньсковоля.

## Творчество
Пользовался псевдонимом Paulus Naeocelius. Значительной сложностью в определении авторства его литературных произведений является их анонимность.
К его сочинениям относят:
- произведения в области истории:
  - Iudicium de statua ac bellis Sveticis in Imperio gestis per annos triginta;
  - De praesenti statu Europae;
  - Historia abo opisanie wielu poważniejszych rzeczy, które się działy podczas wojny szwedzkiej w Królestwie Polskim w r. pańskiego 1655 w miesiącu lipcu aż do r. 1660 w miesiącu maju trwającej w sobie zamykające i do wiadomości potomnym wiekom podane;
- политическая публицистика:
  - Rozmowa plebana z ziemianinem;
  - Polonia defensa contra Barclaium in Europa (польск. перев. изд. в 1647 г.);
  - Obrona Polski;
  - Coś nowego;
- работы в области литературы:
  - Poeta nowy;
  - Tłumaczenie Historii bardzo uciesznej z francuskiego języka przełożonej młodzieńcom i pannom przystojnej miłości hołdującym gwoli (авторство не подтверждено) ;
- нравственно-философские и религиозные трактаты:
  - De officiis libri tres (Краков, 1649; Амстердам, 1668; Кенигсберг, 1703),
  - Epistolae kultae et morales (не сохранился);
  - De causa haereseos ac remediis eius de (не сохранился);
- работы в военной области :
  - Dyskurs o wojsku kwarcianym;
  - De ordine militiae nostrae et praesidiorum;
  - De hibernis,
- Polta — поэма, дидактического характера, напечатанная уже после смерти автора.

Кроме того, Лука Опалинский — автор обширной переписки с видными политическими и научными деятелями его эпохи. Сотрудничал со старейшей польской газетой «Merkuriusz Polski Ordynaryjny».

## Семья и дети
Был женат с 1639 года на Изабелле Тенчинской (ум. 1667), дочери воеводы краковского Яна Магнуса Тенчинского (1579—1637) и Дороты Минской. Их дети:
- Ян Опалинский (1643—1682), великий чашник коронный (1667), женат на Хелене Зебжидовской (ум. 1676)
- Станислав Лукаш Опалинский (1647—1704), староста гузовский и новы-корчинский, женат на Софии Кристине Опалинской (1643—1699)
- София Анна Эльжбета Опалинская (1642—1675), муж с 1669 года маршалок великий коронный Станислав Ираклий Любомирский (1642—1702)